# 열녀 한양조씨 정려
열녀 한양조씨 정려(烈女 漢陽趙氏 旌閭)는 세종특별자치시 연동면 노송리에 있는 정려이다. 2014년 9월 30일 세종특별자치시의 향토문화유산 제23호로 지정되었다.

## 개요
열녀 한양조씨 정려(烈女 漢陽趙氏 旌閭)는 조선시대 열녀 한양조씨(漢陽趙氏,  1812~1884)의 효행(孝行)과 열행(烈行)을 세상에 널리 알려 칭찬하고 기억하기 위해 나라에서 하사한 명정(銘旌)을 현판(懸板)으로 걸어놓은 정문(旌門)이다.
한양조씨는 결성장씨(結城張氏) 집안의 장이상(張彛相, 1816~1884)과 혼인하였다. 시어머니가 전염병에 걸려 꿩고기를 드셔야 한다는 의원의 말을 듣고 갖은 방법을 써도 구할 수 없던 꿩을 매가 집안으로 몰아주었고 우황(牛黃)을 구하지 못할 때에는 소가 이를 토해주었다는 이야기가 전해진다. 여든 살이 넘은 시할머니가 이가 없어 음식을 잘 드시지 못하게 되자 그릇에 자신의 젖을 짜서 드실 수 있게 해드렸다고 한다. 남편이 죽었을 때는 본인도 병이 있었음에도 불구하고 약은 물론 음식을 거부하며 슬퍼하다 목숨을 잃었다.
한양조씨의 효행과 열행에 대해 지역의 유림(儒林)들이 글을 올려 1888년(고종 25)에 명정을 받고 정문을 세웠다. 그 후 후손들이 정문을 고쳐 세우고자 1955년 성기운(成璣運, 1877∼1956)에게 중건기(重建記)를 받았다가 1992년에서야 현재의 위치에 세우게 되었다. 내부에는 한양조씨의 현판과 성기운이 작성한 ‘孝烈婦孺人趙氏旌閭閣重建記(효열부유인조씨정려각중건기)‘가 걸려있다.